# Église Notre-Dame-des-Ardents d'Arras
 (août 2025).
L'église Notre-Dame-des-Ardents est une église de style romano-byzantin située à Arras (Pas-de-Calais). Elle est rattachée au diocèse d'Arras. Achevée en 1876, elle fait l'objet d'un pèlerinage en l'honneur de Marie, en lien avec un miracle qui se serait produit près de huit siècles plus tôt sur le site de l'ancienne cathédrale de la ville, à quelques rues de cette église.

## Accès
L'église se situe dans le centre-ville d'Arras, non loin du collège Jehan-Bodel et de la place Victor-Hugo. Elle est au croisement de la rue du Péage, de la rue Sainte-Agnès, de la rue Neuve-Saint-Étienne et de la rue Aristide-Briand. Un petit jardin est aménagé à son chevet.

## À l'origine de Notre-Dame-des-Ardents
En 1105, 144 personnes sont atteintes à Arras du « mal des Ardents », qui se manifeste par une douloureuse chaleur interne au corps, des convulsions voire des éruptions cutanées. Selon la tradition, c'est par la réconciliation de deux ménestrels ennemis, Itier et Norman, à qui était apparue la Vierge chez eux, près d'Arras, puis par le don par celle-ci d'un « Saint Cierge », ou « Sainte Chandelle », sur le site de la cathédrale Notre-Dame-en-Cité d'Arras une nuit de Pentecôte, que le mal fut vaincu. Dans la cathédrale, la chapelle de l'Aurore fut aménagée à l'endroit de l'apparition de la Vierge. Dans l'église Saint-Nicolas-en-Cité qui lui a succédé, au niveau de l'ancienne chapelle, est installée une statue de Notre-Dame des Ardents ; quatre vitraux y rappellent aussi cet épisode,,.

## Historique
La Sainte Chandelle vénérée dans l'actuelle église a au fil de l'histoire été conservée dans plusieurs lieux de culte situés dans différents quartiers de la ville. Il s'agit d'un reliquaire du XIIIe siècle abritant les restes du Saint Cierge. Il fut offert par Mahaut du Portugal. Il est restauré en 1791 par un orfèvre arrageois puis en 1860 par un orfèvre parisien.

### Les quatre chapelles successives
Le reliquaire est d'abord installé place du Petit-Marchié, entre le beffroi et la Maison-Rouge, dans une chapelle construite au XIIIe siècle. L'édifice était doté d'une flèche sculptée qu'on comparait à une pyramide,.
Vers 1420, le mayeur Jehan de Sacquespée la fait remplacer par une nouvelle chapelle, où une messe à perpétuité est donnée. Elle est ensuite reconstruite en forme de rotonde vers 1650, après sa destruction durant le siège de la ville.
En 1791, du fait de l'état délabré de la chapelle, les échevins décident sa destruction et le transfert du reliquaire à la chapelle du Préau, rue Neuve-des-Ardents (à l'époque rue du Tripot).

### L'actuelle église
L'évêque Jean-Baptiste Joseph Lequette fait ériger l'actuelle église entre 1869 et 1876 à la place de l'ancien arsenal d'Arras. Son architecte est Clovis Normand. De style romano-byzantin, la façade est en brique rouge, matériau commun en Artois. Sur le tympan est sculpté le cierge miraculeux,.
Le reliquaire est transféré en grande pompe dans l'église le 21 mai 1876. Celui actuellement présenté n'est plus l'original, lequel est gardé dans le Trésor de la cathédrale Notre-Dame-et-Saint-Vaast d'Arras. Chaque année, il est présenté aux pèlerins entre l'Ascension et la Pentecôte, période lors de laquelle se serait produit le miracle.
Mgr Lequette est inhumé dans l'église. Sa sépulture est ornée d'un priant.
Un orgue se trouve en tribune.